# Bruce Halford
Bruce Henley Halford (* 18. Mai 1931 Hampton-in-Arden; † 2. Dezember 2001 in Churston Ferrers) war ein britischer Autorennfahrer.

## Karriere
Ohne viel Rennerfahrung, Halford bestritt nur einige Formel-Junior-Rennen auf einem Cooper-Bristol, gab der Brite beim Heimrennen in Silverstone 1956 sein Debüt in der Formel-1-Weltmeisterschaft. Der Maserati 250F, mit dem er im Rennen nach einem Motorschaden ausfiel, wurde einst vom thailändischen Prinzen Bira pilotiert. Mit dem Maserati fuhr Halford auch 1957 und 1958 Monoposto-Rennen, ehe er den betagten Formelwagen gegen einen Lister-Jaguar tauschte, um mit diesem nationale Sportwagenrennen in Großbritannien zu fahren. Auch bei den 24 Stunden von Le Mans war er mehrmals am Start.
1959 kehrte Halford zu den einsitzigen Rennwagen zurück und erreichte bei der Silver City Trophy in Snetterton auf einem Werks-B.R.M. den dritten Rang. Einen festen Platz fand er trotz acht Starts in der Formel 1 aber nicht, und so beendete er Mitte der 1960er-Jahre seine aktive Karriere.
Als Ende der 1970er-Jahre die Rennen für historische Rennfahrzeuge populär wurden, kehrte Halford mit seinem privaten Lotus 16 zum Rennsport zurück und war gerne gesehener Gast bei diesen Veranstaltungen bis wenige Jahre vor seinem Tod 2001.

## Statistik

### Statistik in der Automobil-Weltmeisterschaft

#### Gesamtübersicht
| Saison | Team                      | Chassis       | Motor           | Rennen | Siege | Zweiter | Dritter | Poles | schn. Rennrunden | Punkte | WM-Pos. |
| ------ | ------------------------- | ------------- | --------------- | ------ | ----- | ------- | ------- | ----- | ---------------- | ------ | ------- |
| 1956   | Bruce Halford             | Maserati 250F | Maserati 2.5 L6 | 3      | −     | −       | −       | −     | −                | −      | NC      |
| 1957   | Bruce Halford             | Maserati 250F | Maserati 2.5 L6 | 3      | −     | −       | −       | −     | −                | −      | NC      |
| 1959   | John Fisher               | Lotus 16      | Climax 1.5 L4   | 1      | −     | −       | −       | −     | −                | −      | NC      |
| 1960   | Yeoman Credit Racing Team | Cooper T51    | Climax 2.5 L4   | 1      | −     | −       | −       | −     | −                | −      | NC      |
| Gesamt | Gesamt                    | Gesamt        | Gesamt          | 8      | −     | −       | −       | −     | −                | −      |         |

#### Einzelergebnisse
| Saison | 1   | 2 | 3 | 4 | 5   | 6   | 7   | 8 | 9 | 10 |
| ------ | --- | - | - | - | --- | --- | --- | - | - | -- |
| 1956   |     |   |   |   |     |     |     |   |   |    |
|        |     |   |   |   | DNF | DSQ | DNF |   |   |    |
| 1957   |     |   |   |   |     |     |     |   |   |    |
|        |     |   |   |   | 11  | DNF | DNF |   |   |    |
| 1959   |     |   |   |   |     |     |     |   |   |    |
| DNF    |     |   |   |   |     |     |     |   |   |    |
| 1960   |     |   |   |   |     |     |     |   |   |    |
|        | DNQ |   |   |   | 8   |     |     |   |   |    |

| Legende  | Legende            | Legende                                                          |
| Farbe    | Abkürzung          | Bedeutung                                                        |
| -------- | ------------------ | ---------------------------------------------------------------- |
| Gold     | –                  | Sieg                                                             |
| Silber   | –                  | 2. Platz                                                         |
| Bronze   | –                  | 3. Platz                                                         |
| Grün     | –                  | Platzierung in den Punkten                                       |
| Blau     | –                  | Klassifiziert außerhalb der Punkteränge                          |
| Violett  | DNF                | Rennen nicht beendet (did not finish)                            |
| Violett  | NC                 | nicht klassifiziert (not classified)                             |
| Rot      | DNQ                | nicht qualifiziert (did not qualify)                             |
| Rot      | DNPQ               | in Vorqualifikation gescheitert (did not pre-qualify)            |
| Schwarz  | DSQ                | disqualifiziert (disqualified)                                   |
| Weiß     | DNS                | nicht am Start (did not start)                                   |
| Weiß     | WD                 | zurückgezogen (withdrawn)                                        |
| Hellblau | PO                 | nur am Training teilgenommen (practiced only)                    |
| Hellblau | TD                 | Freitags-Testfahrer (test driver)                                |
| ohne     | DNP                | nicht am Training teilgenommen (did not practice)                |
| ohne     | INJ                | verletzt oder krank (injured)                                    |
| ohne     | EX                 | ausgeschlossen (excluded)                                        |
| ohne     | DNA                | nicht erschienen (did not arrive)                                |
| ohne     | C                  | Rennen abgesagt (cancelled)                                      |
| ohne     | keine WM-Teilnahme |                                                                  |
| sonstige | P/fett             | Pole-Position                                                    |
| sonstige | 1/2/3/4/5/6/7/8    | Punktplatzierung im Sprint-/Qualifikationsrennen                 |
| sonstige | SR/kursiv          | Schnellste Rennrunde                                             |
| sonstige | *                  | nicht im Ziel, aufgrund der zurückgelegten Distanz aber gewertet |
| sonstige | ()                 | Streichresultate                                                 |
| sonstige | unterstrichen      | Führender in der Gesamtwertung                                   |

### Le-Mans-Ergebnisse
| Jahr | Team               | Fahrzeug                | Teamkollege    | Platzierung | Ausfallgrund    |
| ---- | ------------------ | ----------------------- | -------------- | ----------- | --------------- |
| 1957 | Automobiles Talbot | Talbot-Lago Sport 2500  | Franco Bordini | Ausfall     | Getriebeschaden |
| 1958 | Bruce Halford      | Lister                  | Brian Naylor   | Rang 15     |                 |
| 1959 | Brian Lister       | Lister LM               | Ivor Bueb      | Ausfall     | Motorschaden    |
| 1960 | Ecurie Ecosse      | Jaguar D-Type           | Ron Flockhart  | Ausfall     | Antriebswelle   |
| 1961 | Ecurie Ecosse      | Cooper T57 Monaco Mk.II | Tom Dickson    | Ausfall     | Unfall          |

### Einzelergebnisse in der Sportwagen-Weltmeisterschaft
| Saison | Team                                    | Rennwagen              | 1   | 2   | 3   | 4   | 5   | 6   | 7   |
| ------ | --------------------------------------- | ---------------------- | --- | --- | --- | --- | --- | --- | --- |
| 1957   | Talbot                                  | Talbot-Lago Sport 2500 | BUA | SEB | MIM | NÜR | LEM | KRI | CAR |
| 1957   | Talbot                                  | Talbot-Lago Sport 2500 |     | DNF |     |     |     |     |     |
| 1958   | Bruce Halford Lister                    | Lister                 | BUA | SEB | TAR | NÜR | LEM | RTT |     |
| 1958   | Bruce Halford Lister                    | Lister                 |     |     |     |     | 15  | DNF |     |
| 1959   | Brian Lister Dorchester Service Station | Lister LM Lotus 15     | SEB | TAR | NÜR | LEM | RTT |     |     |
| 1959   | Brian Lister Dorchester Service Station | Lister LM Lotus 15     |     |     |     | DNF | DNF |     |     |
| 1960   | Ecurie Ecosse                           | Jaguar D-Type          | BUA | SEB | TAR | NÜR | LEM |     |     |
| 1960   | Ecurie Ecosse                           | Jaguar D-Type          |     | DNF |     |     |     |     |     |
| 1961   | Ecurie Ecosse                           | Cooper T57             | SEB | TAR | NÜR | LEM | PES |     |     |
| 1961   | Ecurie Ecosse                           | Cooper T57             |     |     | DNF | DNF |     |     |     |